# Улица Мирзы Мансура
Улица Мирзы Мансура (азерб. Mirzə Mansur küçəsi) — улица в Баку, в историческом районе Ичери-шехер (Старый город). От 2-й Малой крепостной улицы до улицы Фирдоуси.

## История
Прежнее русское улицы — Тверская. Называлась также Темный ряд
На улице находится самый ранний из документально датируемых архитектурных памятников на территории Азербайджана — Мечеть Мухаммеда (1078—1079). Известно также имя заказчика этой постройки — устад (мастер) Мохаммед сын Абу-Бекра. Минарет мечети известен как «Сынык-кала» (разрушенная башня). Это название он получил после событий 1723 года, когда русская военная эскадра из 15 кораблей под командой генерал-майора Матюшкина подошла к городу и потребовала гарнизон сдаться, а получив отказ, стала бомбардировать город. Снаряд попал в минарет мечети и повредил его. Корабли русской эскадры затем были отнесены от берега штормовым ветром, что было воспринято обороняющимися, как божья кара нападавшим. С тех пор и до середины XIX века минарет мечети не восстанавливался.

## Застройка
д. 41 — Мечеть Гаджи Гаиба (1898)
д. 47 — Редакция журнала «Мугам»
д. 72 — Посольство Венгрии
д. 88 — один из старейших сохранившихся домов в крепости — 1700 года постройки

## Улица в культуре

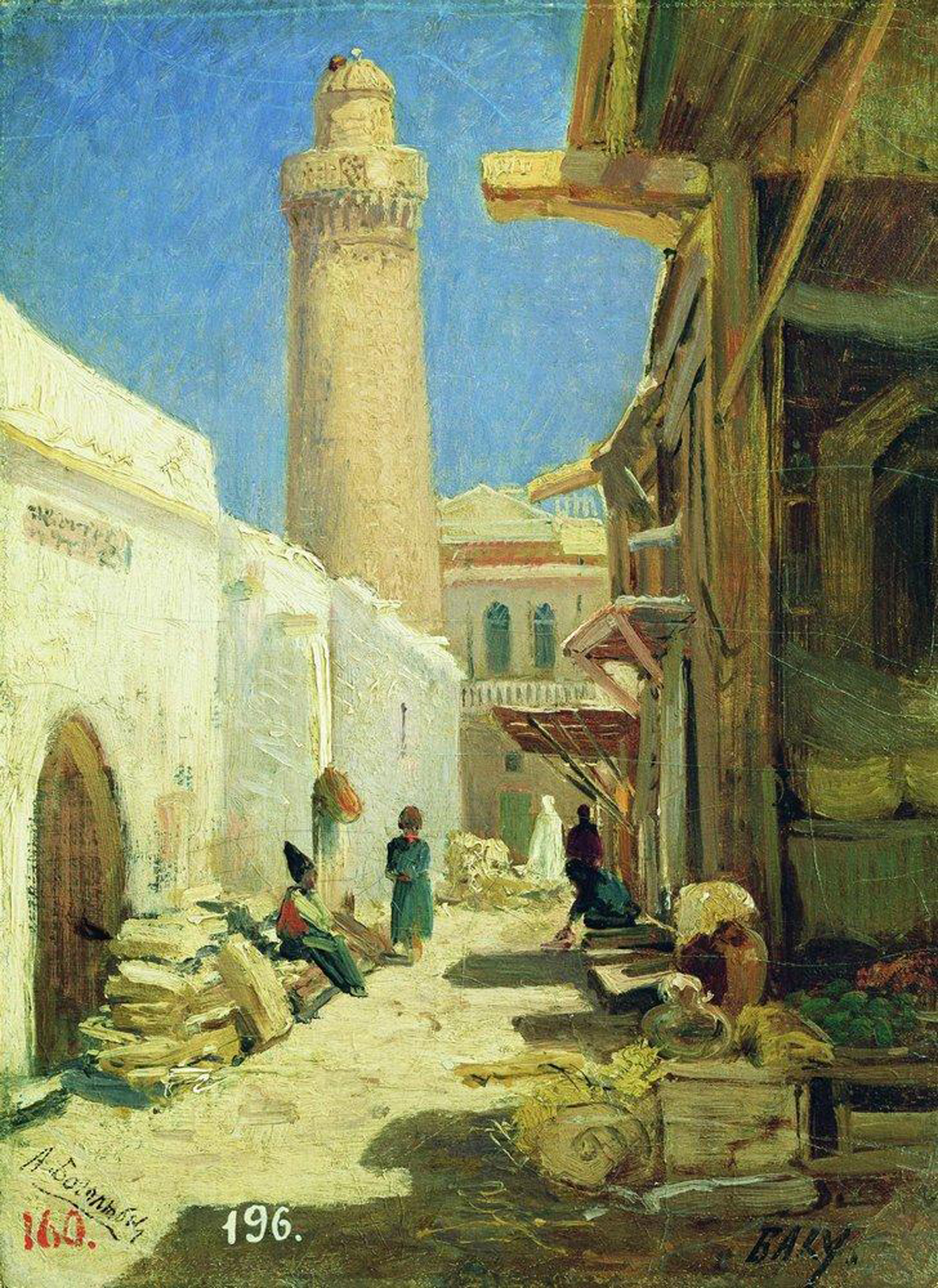
Картина Алексея Боголюбова. Баку. Улица в полдень. 1861 год

## Достопримечательности
д. 42 — Мечеть Мухаммеда